# Кошта, Мануэл да
Мануэ́л Маруа́н да Ко́шта Тринда́де Сенусси́ (порт. Manuel Marouane da Costa Trindade Senoussi; род. 6 мая 1986, Сен-Макс) — марокканский футболист, центральный защитник. Имеет паспорта гражданина Франции и Португалии.

## Карьера

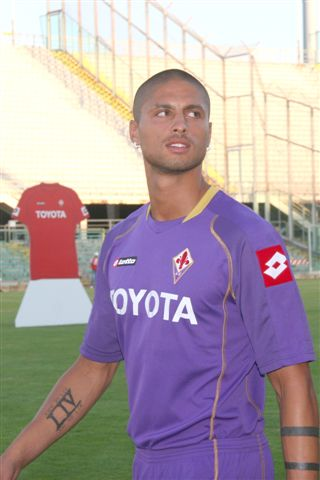
Да Кошта в составе «Фиорентины»

Отец да Кошты — португалец, мать — наполовину марокканка, наполовину француженка.
Да Кошта начал карьеру в клубе «Нанси». В сезоне 2005/06 дебютировал в основе клуба и провёл 10 матчей в Лиге 1, а также один матч в полуфинале Кубка французской лиги, в котором забил свой единственный гол в составе «Нанси», поразив ворота клуба «Ле-Ман». В мае 2006 года играл в составе молодёжной сборной Португалии на турнире в Тулоне. После того как португальцы выиграли турнир, да Кошту захотели приобрести несколько клубов. Среди кандидатов на покупку защитника значились английский клуб «Ньюкасл Юнайтед», французские «Пари Сен-Жермен» и «Бордо».
Выбрав из нескольких предложений, да Кошта перешёл в нидерландский клуб ПСВ, чтобы играть в Лиге чемпионов. С ПСВ да Кошта подписал пятилетний контракт, а за трансфер португальца нидерландский клуб выплатил «Нанси» 1 миллион евро. В Нидерландах да Кошта провёл полтора сезона, сыграв в 16 матчах чемпионата и 4 матчах Лиги чемпионов, в которой он дебютировал 12 сентября 2006 года в матче с английским «Ливерпулем». В середине сезона 2007/08 появились слухи о переходе да Кошты в один из итальянских клубов; в числе претендентов назывались «Ювентус», «Интер» и «Милан».

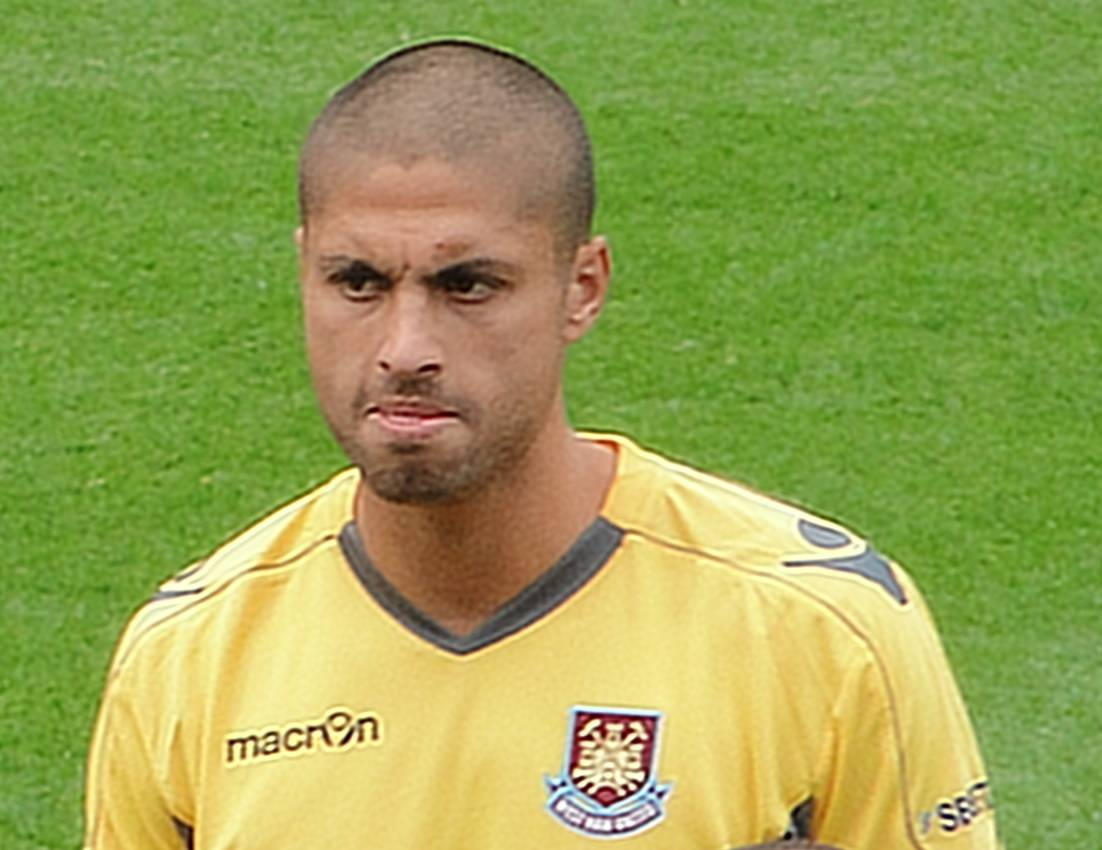
Да Кошта в составе «Вест Хэма»

29 января 2008 года да Кошта был куплен клубом «Фиорентина» за 4,5 миллиона евро, подписав пятилетний контракт. В основном составе «Фиорентины» да Кошта дебютировал только 8 месяцев спустя — 14 сентября в матче с «Наполи». 30 января 2009 года да Кошта был арендован на полгода итальянским клубом «Сампдория», в составе которого сыграл две игры — 15 февраля с «Ювентусом» в чемпионате Италии и 26 февраля в матче Кубка УЕФА с «Металлистом» из Харькова. После окончания сезона да Кошта вернулся в «Фиорентину».
31 августа 2009 года да Кошта подписал трёхлетний контракт с английским клубом «Вест Хэм Юнайтед»; сумма трансфера разглашена не была, но известно, что, помимо денежной компенсации, за переход да Кошты «Фиорентина» получила полузащитника «Вест Хэма» Савио Нсереко. 22 сентября да Кошта дебютировал в составе клуба в матче Кубка лиги с «Болтон Уондерерс», а 28 сентября Мануэл сыграл свой первый матч в английской Премьер-лиге с «Манчестер Сити». 21 ноября да Кошта забил свой первый гол за клуб, поразив ворота «Халл Сити» (матч окончился со счётом 3:3). В декабре португалец получил предложение о переходе от московского «Спартака», однако отверг его, так как чемпионат России не был для него «достаточно привлекательным».
21 июня 2011 года да Кошта перешёл в московский «Локомотив», подписав контракт на 4 года; сумма трансфера составила 1,5 миллиона евро. По словам президента клуба Ольги Смородской, португальский футболист был куплен на замену покинувшему команду Марко Баше. 10 сентября португалец забил первые голы за «Локомотив». Его дубль (первый в карьере) в матче с «Зенитом» принёс «Локомотиву» победу со счётом 4:2.
31 августа 2012 года Мануэл да Кошта был отдан в годичную аренду в португальский «Насьонал». По возвращении в «Локомотив» был продан в турецкий «Сивасспор». Контракт с футболистом был рассчитан на три года.
18 августа 2015 года да Кошта перешёл в пирейский «Олимпиакос». 21 да Кошта стал игроком клуба «Истанбул Башакшехир». За клуб он провёл 15 матчей, забив 3 гола и сделав одну голевую передачу. 6 января он перешёл в клуб «Аль-Иттихад», сумма трансфера составила 4,5 млн евро.

## Национальная сборная
Мануэл да Кошта играл за молодёжную сборную Португалии с 2006 по 2008 год. В ноябре 2006 года, в марте 2007 года и в августе 2011 года да Кошта вызывался в состав национальной сборной Португалии, но на поле не выходил.
Да Кошта предпочёл играть за Португалию потому, что чувствует себя португальцем, а не французом, несмотря на то что по-португальски говорит не очень хорошо.
23 мая 2014 года да Кошта дебютировал в составе национальной сборной Марокко в товарищеском матче против Мозамбика.

## Достижения
- Чемпион Нидерландов: 2007, 2008
- Чемпион Греции: 2016

## Личная жизнь

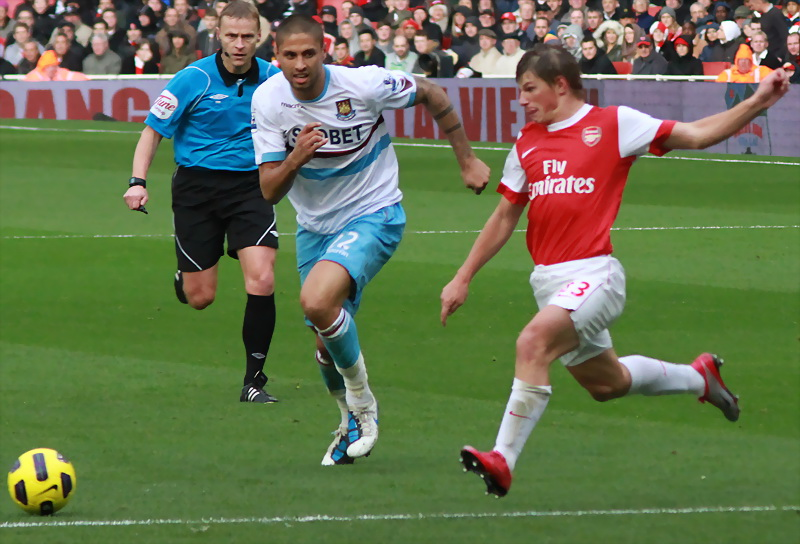
Да Кошта (в центре) пытается помешать Андрею Аршавину нанести удар

В январе 2011 года да Кошта был обвинён в сексуальных домогательствах и попытке изнасилования женщины в ночном клубе Faces в Илфорде (пригородном районе Лондона) в ночь на 17 октября 2010 года. Футболист был помещён под стражу, а затем выпущен из тюрьмы под залог. На судебном заседании футболист не признал себя виновным в сексуальных домогательствах, однако подтвердил факт нападения на женщину. 18 апреля, на втором судебном заседании, да Кошта вновь был освобождён под залог до нового заседания. Суд присяжных, состоявшийся 16 сентября 2011 года, оправдал да Кошту, однако обязал его выплатить истцам 250 фунтов стерлингов за то, что он ударил женщину при самообороне.
У футболиста на руках несколько татуировок, рисунок каждой из которых связан со впечатлениями да Кошты от жизни в той или иной стране. Одну из татуировок сделал итальянский мастер, другую — французский, третью — английский. Также да Кошта планировал сделать татуировку у русского мастера.